# 墨河
墨河，位于中国山东省南部与江苏省北部，是沭河右岸支流，为沭河与白马河之间的主要排水河道之一。墨河发源于山东省郯城县县城东北杨楼村，西南流经郯城县南部地区后进入江苏省新沂市瓦窑镇，最后于唐店镇南龙泉沟（龙河村）入沭河。全长61.9公里，流域面积357平方公里。墨河1949年以前是在今天新沂市草桥镇堰头村汇入骆马湖。1951年，沂河下游段开挖后，墨河被沂河截断。1951年将墨河在江苏境内河道改道向东南入沭河，改道段也称“新墨河”。